# 徐逵 (正德舉人)
徐逵（15世紀—16世紀），字九達，江西撫州府金谿縣印山人，明朝政治人物。

## 生平
徐逵是正德十一年（1516年）的舉人，授曹縣教諭，教授諸生時讓他們敘述自己意見、不拘原本的傳註，陞南京國子監學正，後推陞雷州推官，因父母逝世回鄉歸，服闕後改任成都推官。當時縣人吳世忠曾請求讓宋朝儒者陸九淵等人入祀孔廟，嘉靖七年（1528年）他再次上疏不獲回應，二年後（1530年）朝廷才依照行人薛侃請求，讓陸九淵從祀。

## 引用
1. 1 2  光緖《重修吳橋縣志·卷七·人物志上》：徐逵，字九達，印山人，舉正德十一年鄉試，授山東曹縣教諭，先是邑人吳世忠疏請以宋儒陸九淵諸人從祀孔廟，嘉靖七年逵復上疏不報，後二年從行人薛侃請，遂以九淵從祀，其議蓋發于世忠與逵也。尋改官南京國子監學正，遷廣東雷州推官，以艱歸，服闕補成都推官。
2. ↑  光緒《曹縣志·卷九·宦業》：教諭……徐逵 金谿人，舉人，命諸生為文任述己見、不拘傳註，性和易，敷教以寬，陞南京國子監學正，後推陞雷州府